# Sanbon-dong
Sanbon-dong (koreanska: 산본동)  är en stadsdel i staden Gunpo i provinsen Gyeonggi i Sydkorea, 22 km söder om huvudstaden Seoul.

## Indelning
Administrativt är Sanbon-dong indelat i:
| Namn    | Namn              | Yta km² | Invånare 31 dec 2020 |
| ------- | ----------------- | ------- | -------------------- |
| 산본1동 | Sanbon 1(il)-dong | 0,75    | 18 240               |
| 산본2동 | Sanbon 2(i)-dong  | 1,17    | 27 493               |